# La Capilla, Salamanca
La Capilla är en ort i Mexiko.   Den ligger i kommunen Salamanca och delstaten Guanajuato, i den centrala delen av landet, 260 km nordväst om huvudstaden Mexico City. La Capilla ligger 1 710 meter över havet och antalet invånare är 1 541.
Terrängen runt La Capilla är en högslätt. Runt La Capilla är det tätbefolkat, med 257 invånare per kvadratkilometer. Närmaste större samhälle är Salamanca, 11,4 km öster om La Capilla. Trakten runt La Capilla består till största delen av jordbruksmark.